# Conquista de La Palma
La conquista de La Palma fue el proceso histórico por el cual la isla de La Palma, en el archipiélago de Canarias ―España―, fue incorporada a la corona de Castilla mediante la toma militar del territorio habitado por los aborígenes benahoaritas. Fue una empresa particular dirigida por el capitán andaluz Alonso Fernández de Lugo con el patrocinio de los Reyes Católicos.
Los derechos de conquista pertenecían a la Corona, por lo que la de La Palma se encuadra en la denominada etapa realenga de la conquista de las islas Canarias. Fue la penúltima isla del archipiélago en ser incorporada a Castilla, tras Gran Canaria (1478-1483) y justo antes de Tenerife (1494-1496).
La conquista fue breve, pues duró siete meses desde el primer desembarco hasta la rendición de los últimos focos de resistencia. La rapidez de la campaña se debió principalmente a la existencia de pactos previos de los castellanos con varios bandos aborígenes, que aceptaron convertirse al cristianismo y reconocer la autoridad de los reyes de Castilla. La resistencia aborigen fue escasa y se concentró en el bando de Aceró, cuyo caudillo Tanausú se negó a someterse a los conquistadores. Finalmente su captura por parte de Alonso de Lugo puso fin oficial a la conquista.
La victoria castellana provocó que la isla pasara a ser territorio de realengo bajo la gobernación de Alonso de Lugo, iniciándose su repoblación. Por su parte, la cultura aborigen colapsó y los supervivientes fueron integrándose poco a poco en la nueva sociedad.

### La isla de La Palma antes de la conquista

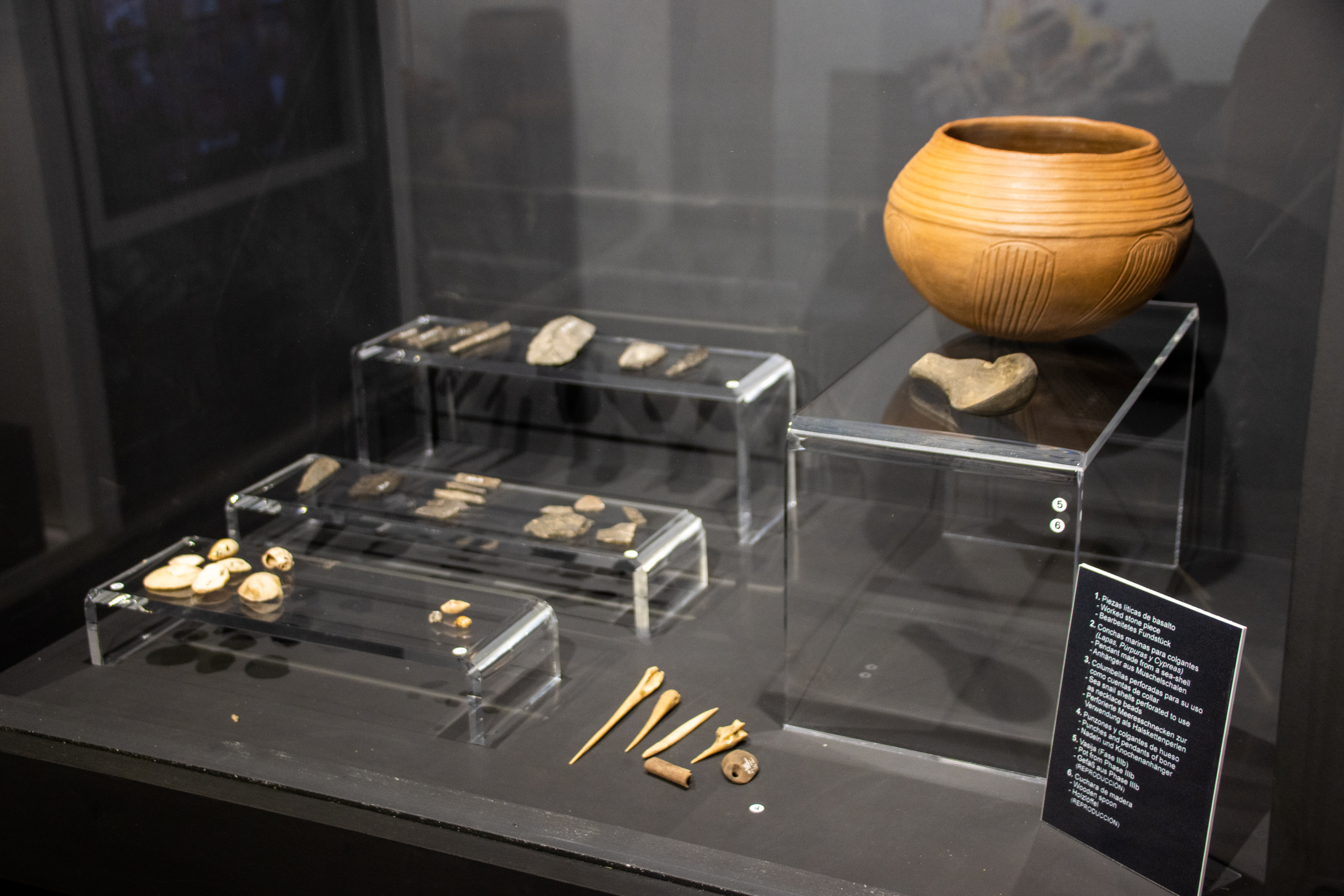
Elementos del mundo material benahoarita.

### Primeros contactos con los europeos e intentos previos de ocupación

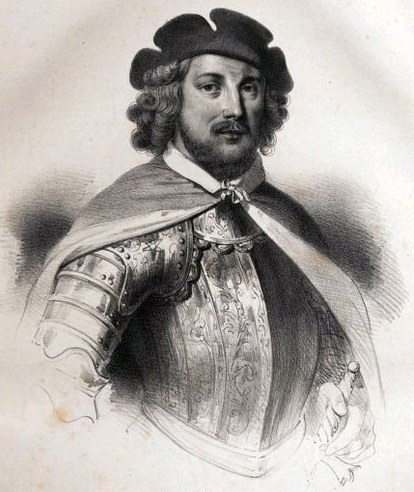
Jean IV de Béthencourt intentó sin éxito la conquista de La Palma.

## Los derechos de conquista de La Palma

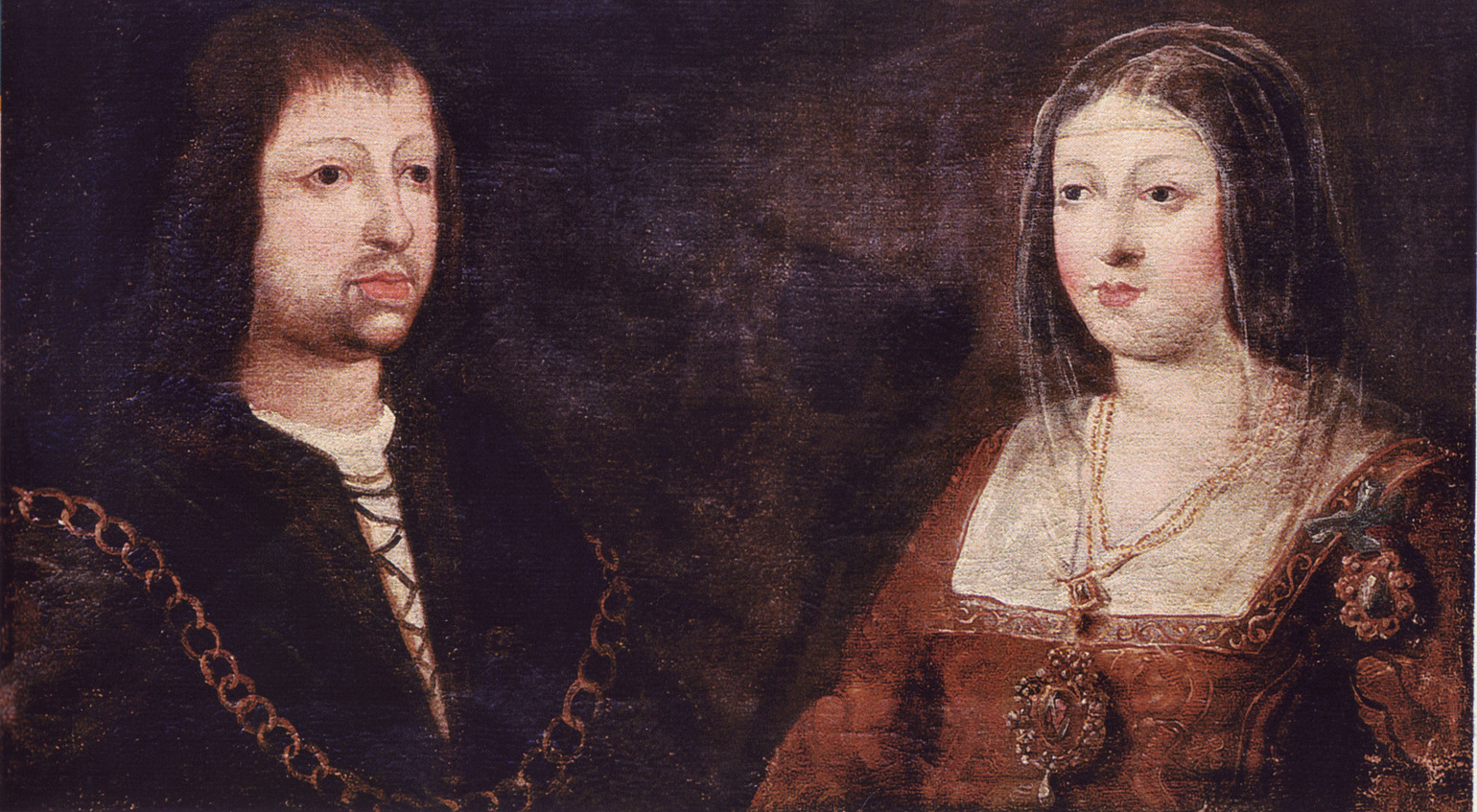
En 1477 los reyes de Castilla Isabel y Fernando asumieron para la Corona la conquista de las islas de Gran Canaria, Tenerife y La Palma.

### Capitulaciones con Alonso Fernández de Lugo

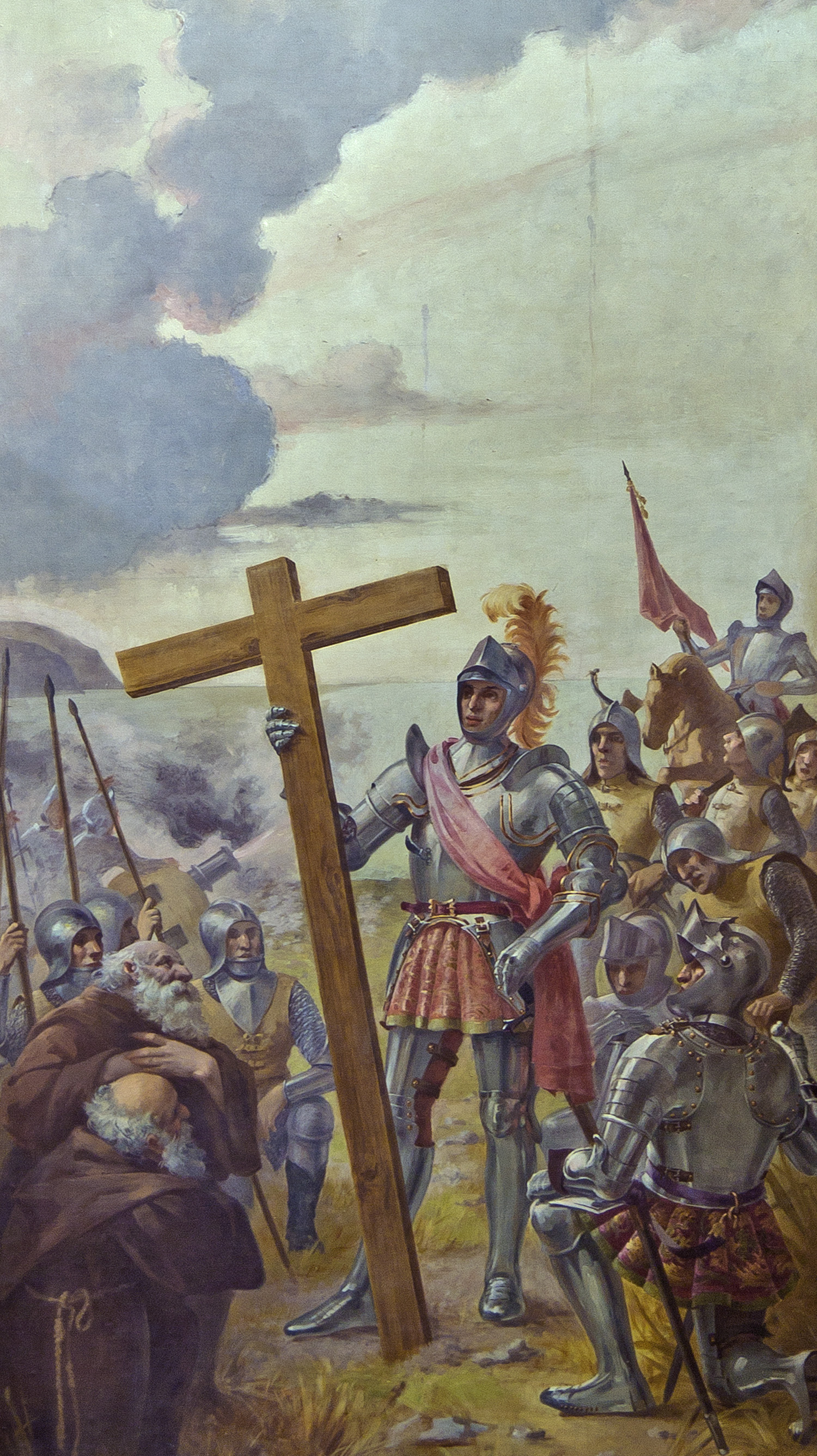
El capitán Alonso Fernández de Lugo recibió de los Reyes Católicos el derecho de conquista de La Palma en 1492.

### El ejército conquistador

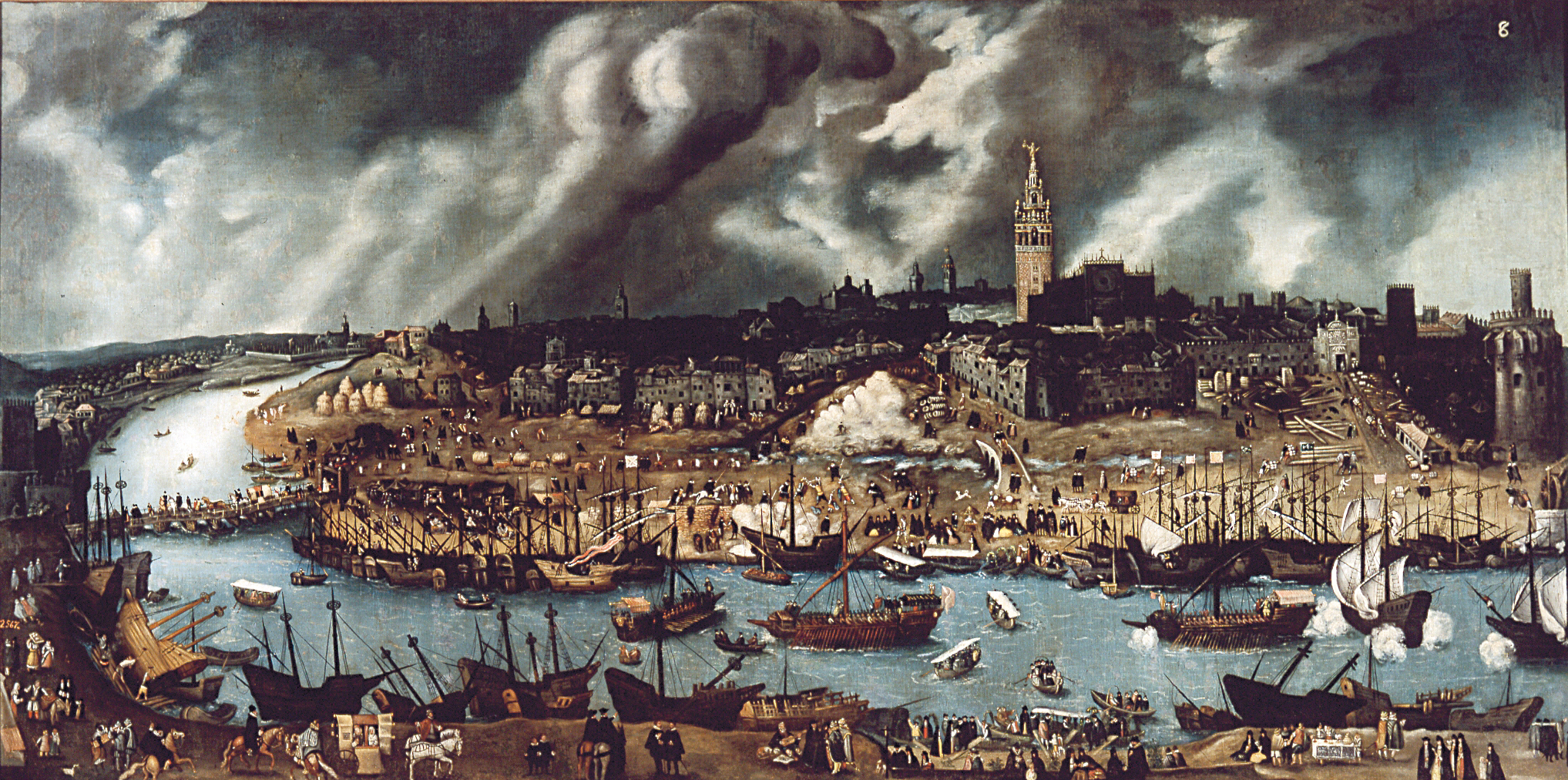
Alonso Fernández de Lugo utilizó Sevilla como punto de reclutamiento para la conquista de La Palma.

### Llegada a La Palma

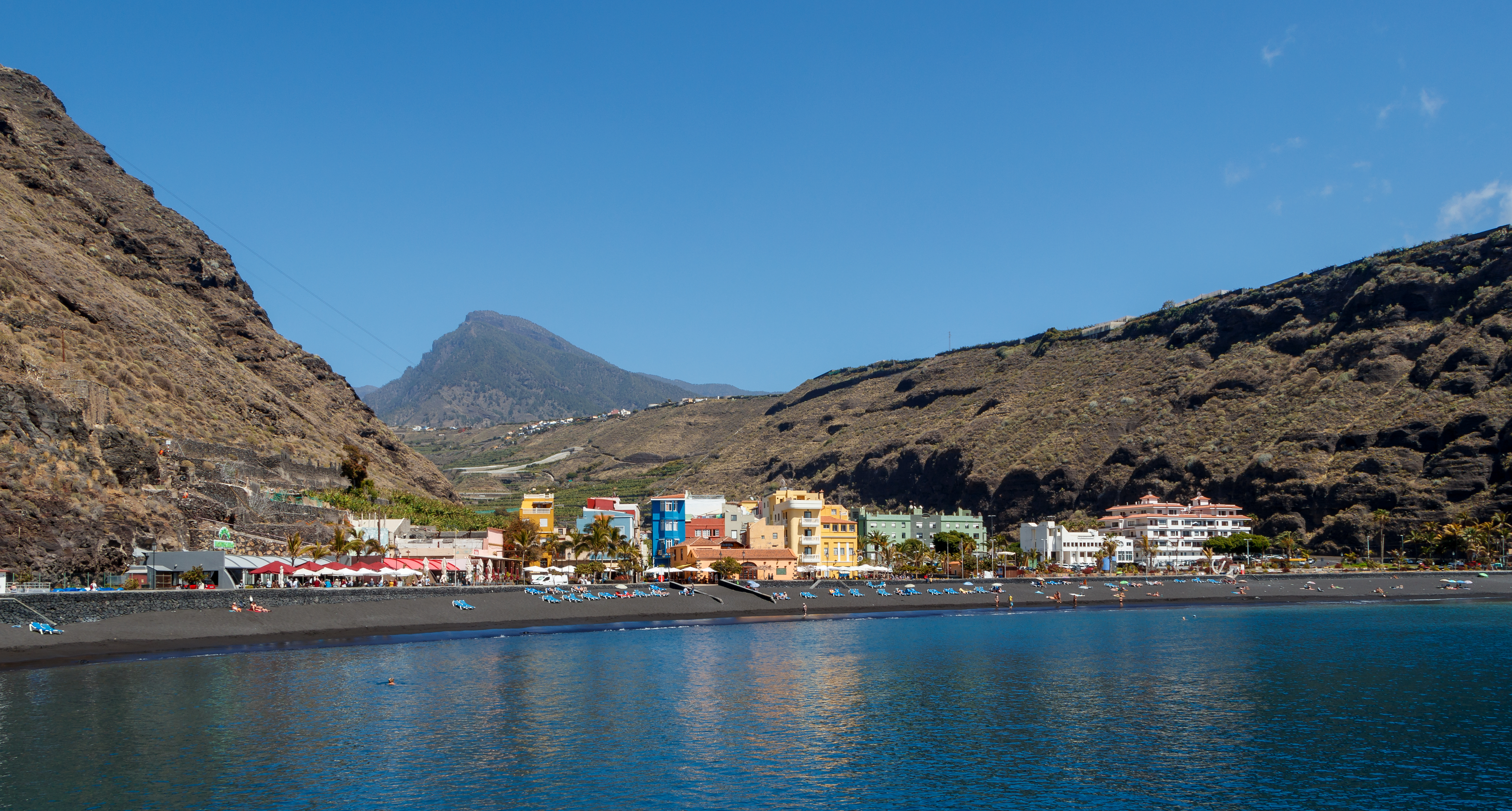
Puerto de Tazacorte, donde desembarcaron los conquistadores castellanos el 29 de septiembre de 1492.

### Intentos de entrar en el bando de Aceró

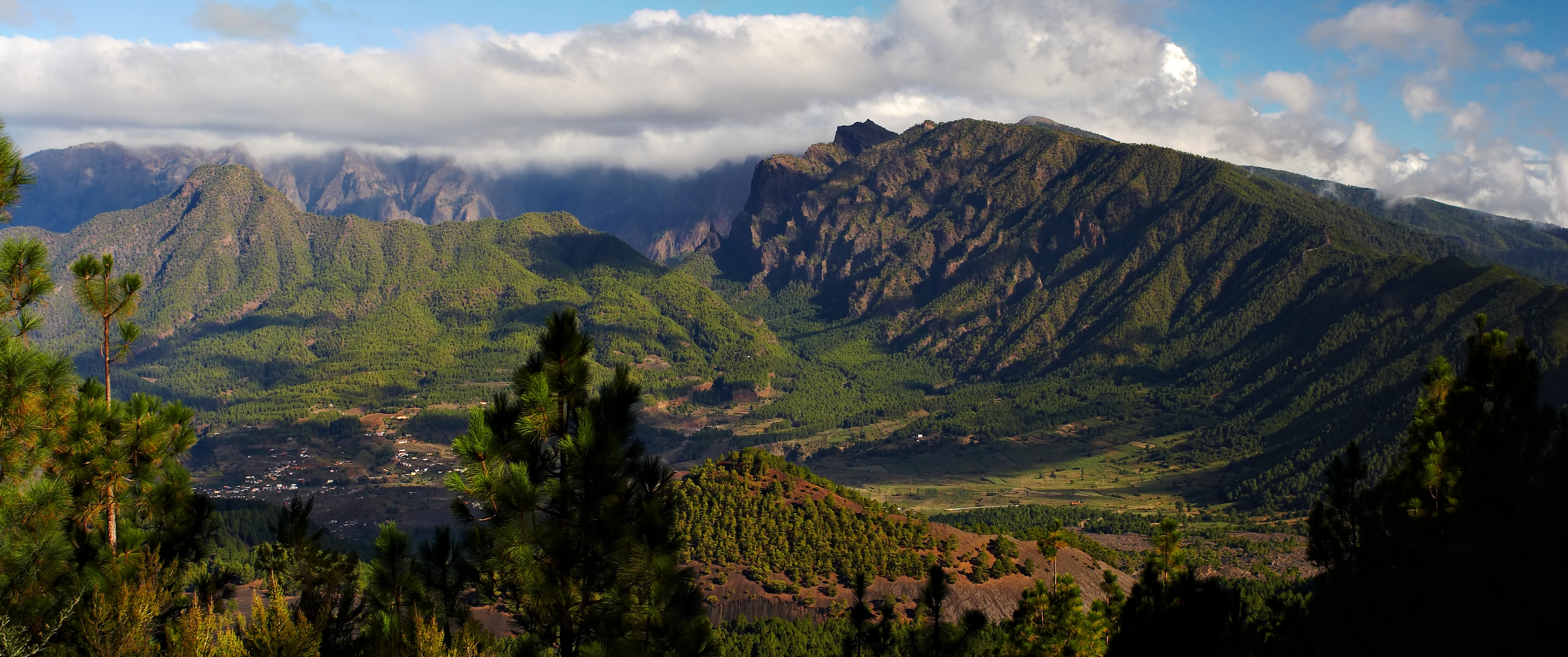
En el centro de la imagen se puede ver el paso de Adamacansis o La Cumbrecita, una de las dos entradas al bando de Aceró. A sus pies, en el valle de El Riachuelo, tuvo lugar el último enfrentamiento de la conquista de La Palma en mayo de 1493.

### Embajada de paz a Tanausú

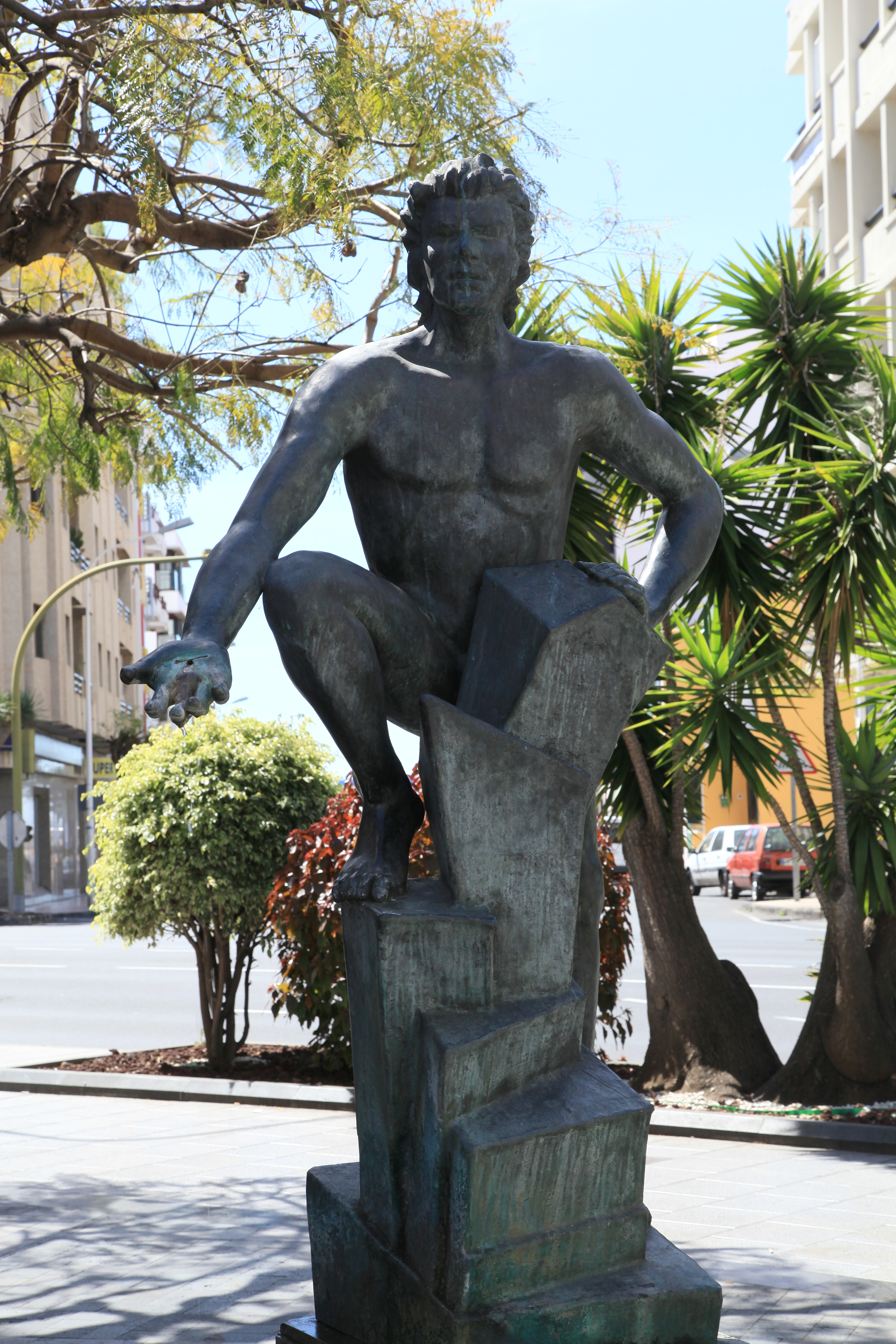
Estatua de Tanausú en Los Llanos de Aridane del escultor Manuel Pereda de Castro. Tanausú fue el último caudillo aborigen en resistirse a la conquista.